# Geografía de América Central

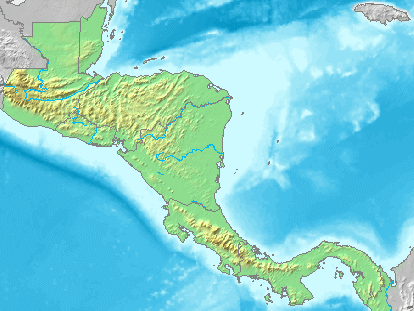
Mapa de la región centroamericana.

América Central o Centroamérica es una gran región geográfica que se extiende desde la frontera Sur de  México, en Norteamérica, hasta la frontera Norte de Colombia, en Sudamérica. Fisiográficamente la región se extiende desde el istmo de Tehuantepec, México, hasta el golfo de Urabá, Colombia. La región, administrativa y políticamente, se organiza en los siguientes siete países independientes: Belice, Guatemala, El Salvador, Honduras, Nicaragua, Costa Rica y Panamá.

## Geografía por países

### Belice

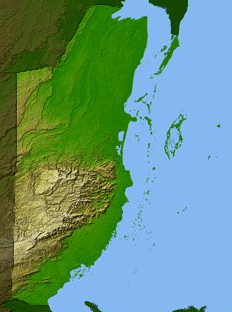
Mapa de Belice.

El norte, Belice consiste principalmente de llanuras costeras planas y pantanosas, densamente forestadas en algunas cotoplas. Hacia el sur se encuentra la cadena montañosa baja de la sierra Maya, de las cuales el punto más alto en Belice es el pico Victoria a 1160 metros de altura. Belice se encuentra ubicada entre los ríos Hondo y Sarstún, el río de Belice fluyendo en el centro del país. A lo largo de toda la costa caribeña se encuentran arrecifes corales. En Belice se halla la barrera de coral más larga del hemisferio occidental y la segunda más larga del mundo, luego de la gran barrera de coral.
El clima local es tropical y normalmente muy cálido y húmedo. La temporada lluviosa dura desde mayo hasta noviembre durante la cual peligros naturales como huracanes e inundaciones son comunes.
El inglés es la lengua oficial de Belice (el país fue una colonia británica), pero la mayoría de los beliceños utilizan un piyin más familiar, que es un piyin beliceño. El castellano es la lengua materna de los mestizos e inmigrantes centroamericanos, y es el segundo idioma para muchos ciudadanos beliceños. Menos conocido es el garífuna y el holandés.
Según el censo realizado en 2003, Belice presenta un 46,4% de habitantes mestizos descendientes de hijos de mayas y europeos, un 27,7% de descendientes de africanos de color y mulatos descendientes de hijos de africanos de color y antiguos habitantes de San Vicente y las Granadinas, un 10% de indígenas mayas y un 6,4% formado por los llamados garífunas (descendientes de hijos de africanos negros y antiguos pobladores indígenas de San Vicente y las Granadinas), el 7,8% de la población lo constituyen la gente blanca de ascendencia británica y española.
Lo que resta de la población lo conforman pequeñas comunidades europeas, hindúes, estadounidenses, chinas y de otras nacionalidades del Lejano Oriente.

### Guatemala

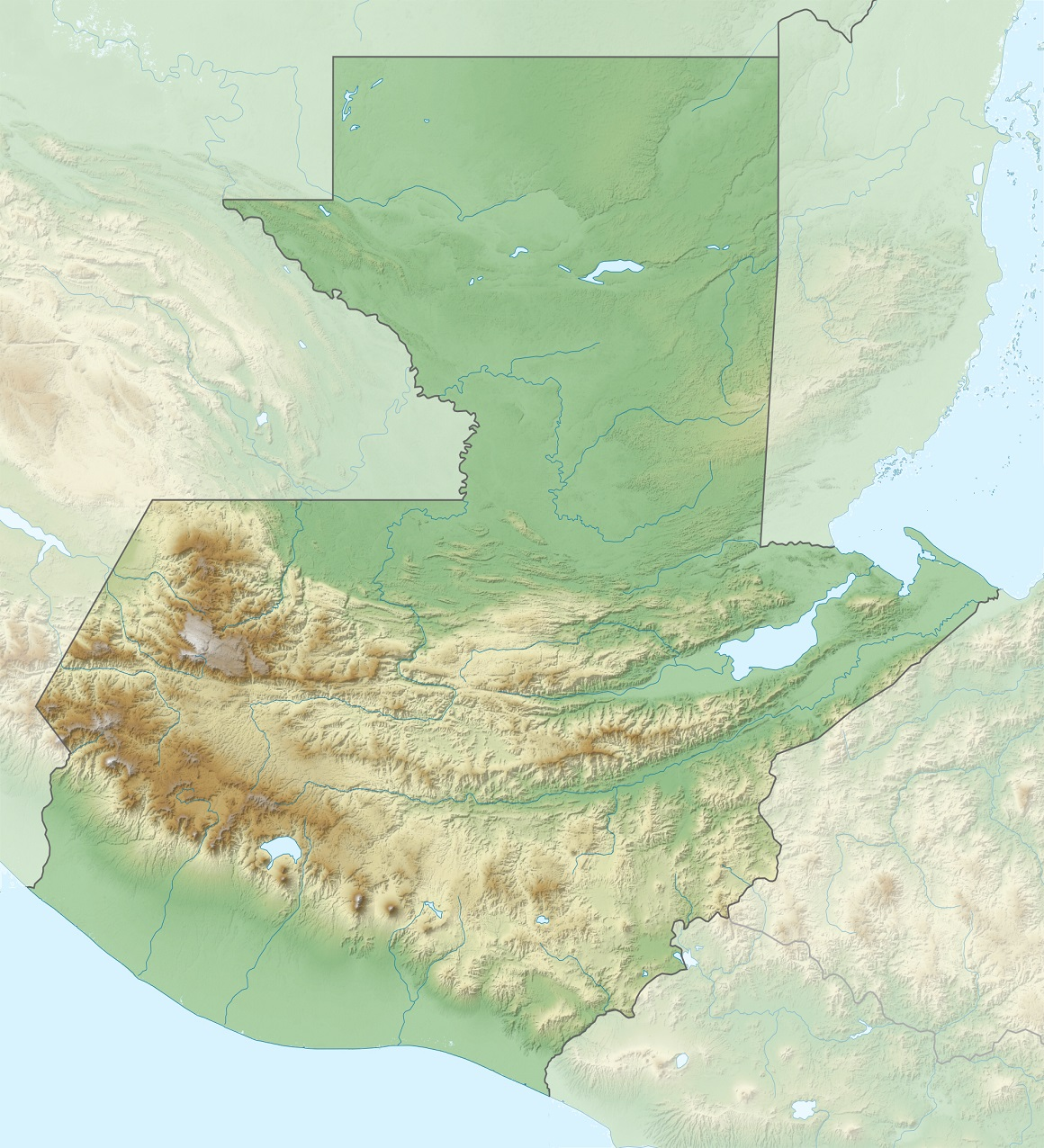
Mapa de Guatemala.

Excepto por las áreas costeras, Guatemala es en su mayoría montañosa, Guatemala es el país mas montañoso de Centroamerica, con un clima cálido tropical, más templado en el altiplano. La mayoría de las ciudades principales están situadas en la parte central del país; entre estas destacan la capital Ciudad de Guatemala y su área metropolitana, Quetzaltenango y Escuintla. Otro lugar geográficamente importante es el gran lago de Izabal, que está situado cerca de la costa Caribeña.
Su geografía física es en gran parte montañosa. Posee suaves playas en su litoral del Pacífico y planicies bajas al norte del país. Es atravesada en su parte central por la cordillera de los Cuchumatanes y parte de la sierra Madre del Sur. Su diversidad ecológica la posiciona como una de las áreas de mayor atractivo turístico en la región. Su topografía hace que posea una variedad de paisajes y climas distintos, por ende tiene una gran riqueza de flora y fauna paralela a la costa del Pacífico, aunque la mayor parte permanecen inactivos; no obstante, se han registrado erupciones importantes del Tacaná (4.092 m), en la frontera con México. También están el volcán de Pacaya en el Municipio de San Vicente Pacaya del Departamento de Escuintla, el Volcán de Fuego en el Departamento de Sacatepéquez, y el Volcán Santiaguito, que nació a inicios del siglo pasado y es visitado por vulcanólogos para estudiar su crecimiento.
La cumbre más elevada de Guatemala y de toda Centroamérica es el volcán Tajumulco (4.220 m), en el cual por la altura que posee caen nevadas ocasionales en su cumbre en el invierno; destacan también el Tacaná (4.092 m), el Santa María (3.772 m), el de Agua (3.766 m s. n. m.), el de Fuego (3.763 m), el volcán Atitlán (3.537 m), situado junto al bellísimo lago de su mismo nombre, y el volcán de Pacaya (2.552 m) situado junto al lago de Amatitlán, en el Departamento de Guatemala. Los terremotos son frecuentes en las cercanías del cinturón volcánico del sur, donde han sido destruidos numerosos poblados. En el litoral atlántico, principal salida comercial en este océano, se encuentra el mayor lago del país, el Izabal.
Más de la mitad de guatemaltecos son descendientes de naciones indígenas Mayas. Los mayas occidentalizados y los mestizos (de linaje mezclado europeo e indígena) son conocidos como ladinos. La mayoría de la población guatemalteca es rural, aunque el proceso de urbanización se acelera. La religión predominante es el catolicismo, al que muchos indígenas guatemaltecos han agregado formas adicionales de adoración. El Protestantismo y las religiones tradicionales mayas son practicadas por un estimado del 30% y 1% de la población, respectivamente.
Aunque el idioma oficial es el español, este no es universalmente entendido por toda la población indígena. Sin embargo, los Acuerdos de Paz firmados en diciembre de 1996 aseguran la traducción de algunos documentos oficiales y el material de votación a varios idiomas indígenas.

### Honduras

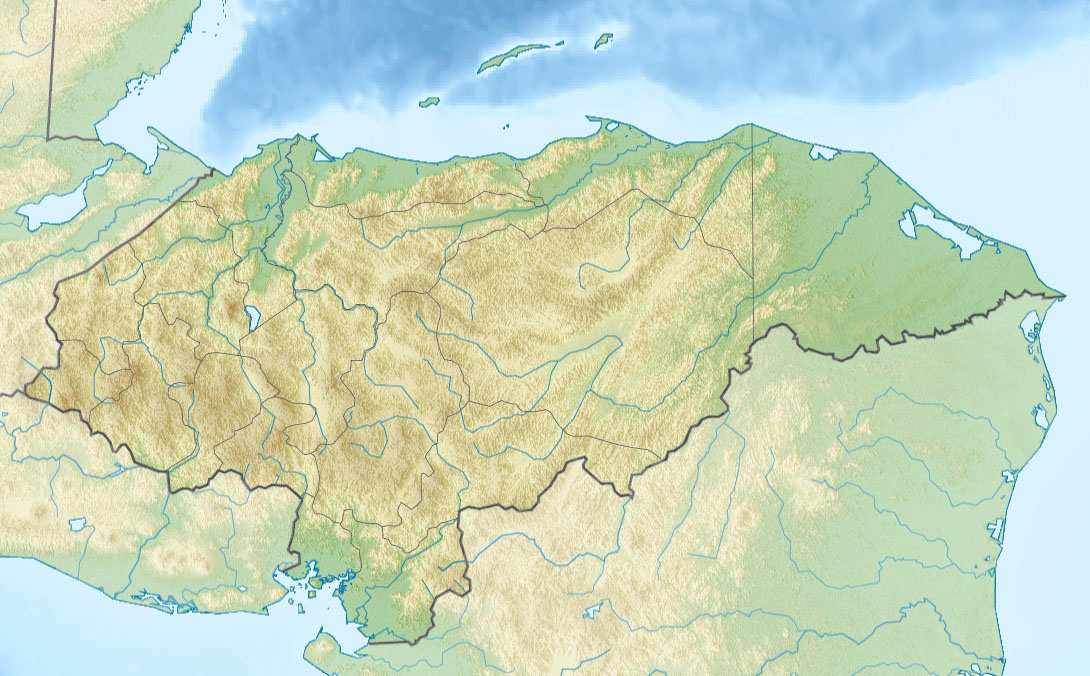
Mapa de Honduras.

Todas las montañas bordean el mar Caribe con sus costas nortes y el océano Pacífico en el sur, por el golfo de Fonseca. El clima varía entre subtropical en la llanuras, a temperado en las montañas. Las regiones centrales y sureñas son relativamente menos húmedas que las de la costa norte.
Honduras limita con Guatemala al noroeste El Salvador al sur y Nicaragua al sureste. Honduras tiene acceso al océano Pacífico, por el golfo de Fonseca y al océano Atlántico por la costa norteña. Tiene islas en el sur, en el golfo de Fonseca, donde la ciudad más grande allí es la de Amapala, que posee un puerto marítimo internacional. 
Con el mar Caribe (Atlántico), hay mucho más acceso, porque hay más terreno hondureño que bordea en dicho mar. Ciudades principales en la costa del Caribe son, La Ceiba, Puerto Cortés, El Progreso (Yoro), Trujillo, Roatán, y unas cuantas horas del mar, San Pedro Sula, la segunda ciudad más grande de Honduras. Desde Puerto Cortés también se exportan todos los productos fabricados en Honduras como la banana, ropa, el textil, camarón, fruta, productos no-tradicionales, etcétera. En esta región se encuentra la mayor parte de la economía turística del país, gracias a sus playas cristalinas de arena blanca y famosas por el segundo arrecife coralino más grande del mundo (Sistema Arrecifal Mesoamericano).
El terreno hondureño consiste principalmente de montañas (~80%), pero también hay valles pequeños por las costas y en varios lugares en el territorio principal. Honduras tiene un gran lago con el nombre lago de Yojoa
Sus recursos naturales son la madera, el oro, plata, cobre, plomo, cinc, mineral de hierro, antimonio, carbón, y la pesca.
La población hondureña está compuesta por mestizos (90%), amerindios (6%), descendientes de africanos (2%) y blancos (2%) y la mayoría de la religión Católica.

### El Salvador

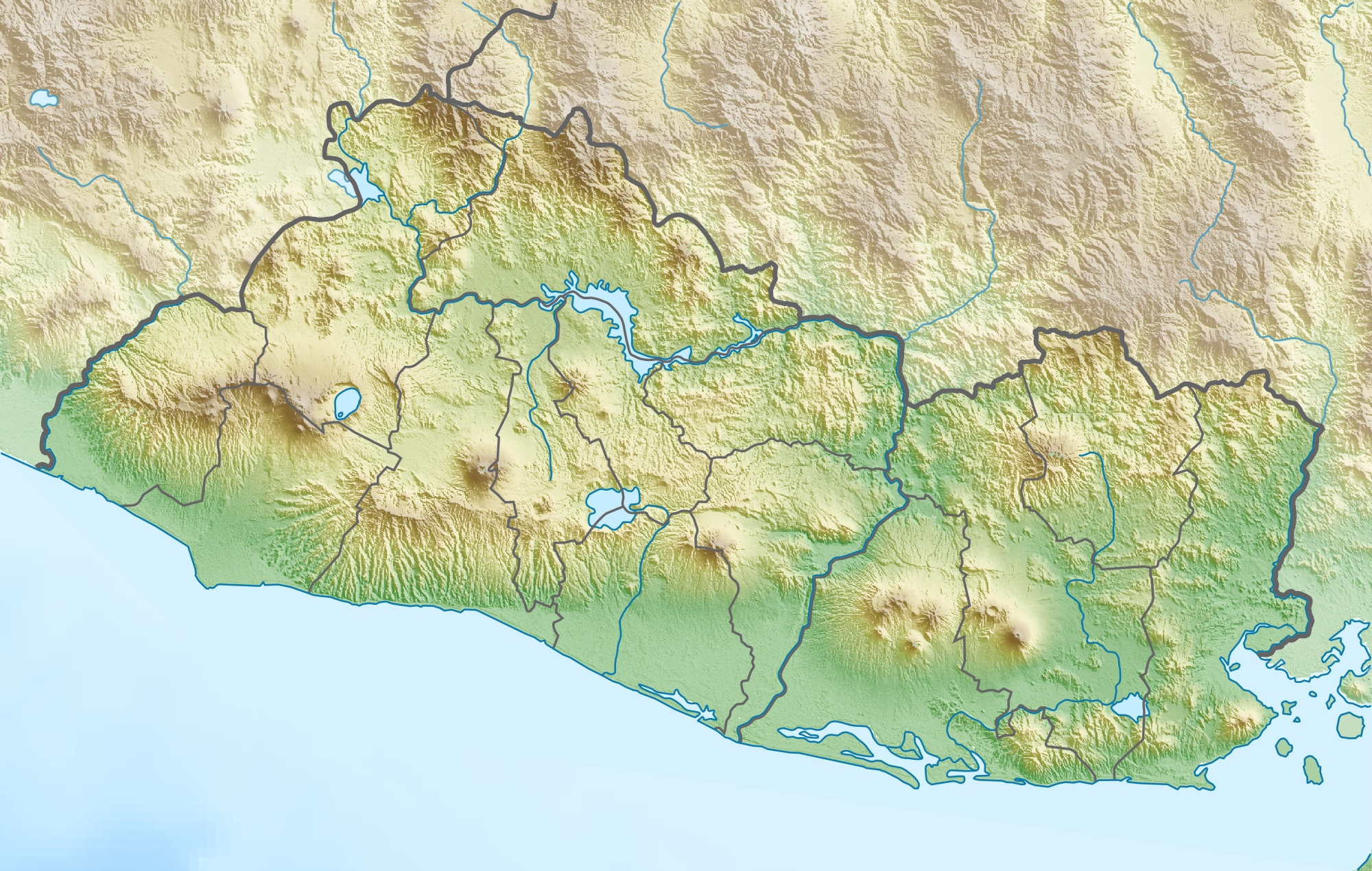
Mapa de El Salvador.

Es el país más pequeño de Centroamérica y es el único país sin costa en el mar Caribe. El terreno es en mayor parte montañoso con un cinturón costero estrecho y meseta central. Su litoral se extiende desde la desembocadura del río Paz, al SO, hasta la del río Goascorán, al SE.
El Salvador es conocido por sus volcanes, entre los que se destacan el Ilamatepec (Volcán de Santa Ana), el Chinchontepec (Volcán de San Vicente), el Quetzaltepeque (Volcán de San Salvador), Chaparrastique (Volcán de San Miguel) y el (Volcán de Izalco), llamado hasta hace muy poco tiempo "el faro del Pacífico".
Este país es un callejón principal para viajeros que van de Norteamérica a Sudamérica o viceversa. La carretera panamericana pasa por El Salvador, actualmente se mejoró toda la carretera panamericana con la modernización de importantes puentes y ampliación a cuatro vías del tramo San Salvador - San Miguel.
Se encuentra ubicado en la zona climática tropical y ofrece condiciones térmicas similares durante todo el año. Sin embargo, debido a su franja costera a lo largo del océano Pacífico, ocurren oscilaciones anuales importantes relacionadas con la brisa marina que transporta humedad y calor. 
La temperatura media anual es de 24.8 °C, en general el clima de El Salvador es cálido o tropical, oscilando entre 25 y 28 °C. Sin embargo, es posible experimentar agradables variaciones en la temperatura al recorrer las zonas que lo comprenden . En la costa y valles interiores la temperaturas máxima puede alcanzar hasta 41 °C , mientras en los volcanes o zonas montañosas es posible encontrar temperaturas de 10 °C o menores en los meses de diciembre y enero. Según la altura en metros sobre el nivel medio del mar, se distinguen las siguientes tres zonas térmicas en El Salvador, de acuerdo al promedio de la temperatura ambiente a lo largo del año.
- De 0 a 800 m: promedio de temperatura disminuyendo con la altura de 27 a 22 °C en las planicies costeras y de 28 a 22 °C en las planicies internas.
- De 800 a 1200 m: promedio de temperatura disminuyendo con la altura de 22 a 20 °C en las planicies altas y de 21 a 19 °C en las faldas de montañas.
- De 1200 a 2700 m: de 20 a 16 °C en planicies altas y valles, de 21 a 19 °C en faldas de montañas y de 16 a 10 °C en valles y hondonadas sobre 1800 m.

La precipitación media anual es de 1823 mm.
En los últimos treinta años la temperatura ha aumentado 1,2 °C, siendo la década de los años 1980 una de las más cálidas, con precipitaciones influenciadas por el evento ENOS.
Tiene dos estaciones: la seca (noviembre-abril) y la lluviosa (mayo-octubre). Además, el país se ve afectado por la estación de huracanes del Caribe (junio-noviembre). Las frecuentes tormentas tropicales y huracanes aumentan el caudal de los ríos locales, afectando algunas de las áreas con inundaciones. Los huracanes más destructivos que han afectado a El Salvador son: Fifi (1974), Gilbert (1988), Andrew (1992), Mitch (1998) y Stan (2005).
La población de es de aproximadamente 6,8 millones, dentro de su territorio; casi el 87% es mestiza, el 12% blanca, y el 1% indígena.
Al inicio de 2004, vivían fuera de El Salvador unos 3,1 millones de salvadoreños, como inmigrantes en Estados Unidos - algunos de forma indocumentada/ilegal pero dado que Estados Unidos les a otorgado un permiso de trabajo llamado tps les ha mejorado en su situación migratoria/, que es el destino a donde tradicionalmente se dirigen para mejorar la precaria situación económica en la que viven o para mejorar sus condiciones de vida. También hay nutridas colonias salvadoreñas en Canadá, Honduras, Guatemala, Belice, Italia, Suecia y Australia. Tal situación se agravó durante la guerra civil de la década del 1980 y posteriormente por las condiciones económicas y sociales adversas. A partir de los Acuerdos de Paz de enero de 1991, los gobiernos emanados del partido ARENA, realizan una serie de reformas económicas que reclamaba el modelo neoliberal impulsado y apoyado por el Gobierno Federal de los Estados Unidos. El modelo neoliberal implantado ha dado buenos resultados a nivel macroeconómico pero que sin embargo no se reflejan totalmente en una mejora del nivel de vida de los salvadoreños.
Desde el 2001 el país adoptó, por decreto legislativo, al dólar como moneda oficial y se sustituyó al antiguo colón. Desde que se realizó el cambio, las tasas de interés han caído y los salvadoreños con acceso a crédito lo han obtenido a las tasas más bajas en tres décadas. El progreso económico ha permitido que reconocidas instituciones financieras internacionales, como es el caso de Moody´s, le haya otorgado a El Salvador una calificación de "Grado de Inversión", la cual solo gozan en Hispanoamérica, Chile y México. En la actualidad, la banca salvadoreña se ha expandido a toda Centroamérica, convirtiéndose en los bancos más grandes de la región. Así mismo, la línea aérea regional más grande, TACA, pertenece en un 70% a empresarios salvadoreños. La inversión privada salvadoreña se encuentra en toda la región, especialmente en el área de servicios.

### Nicaragua

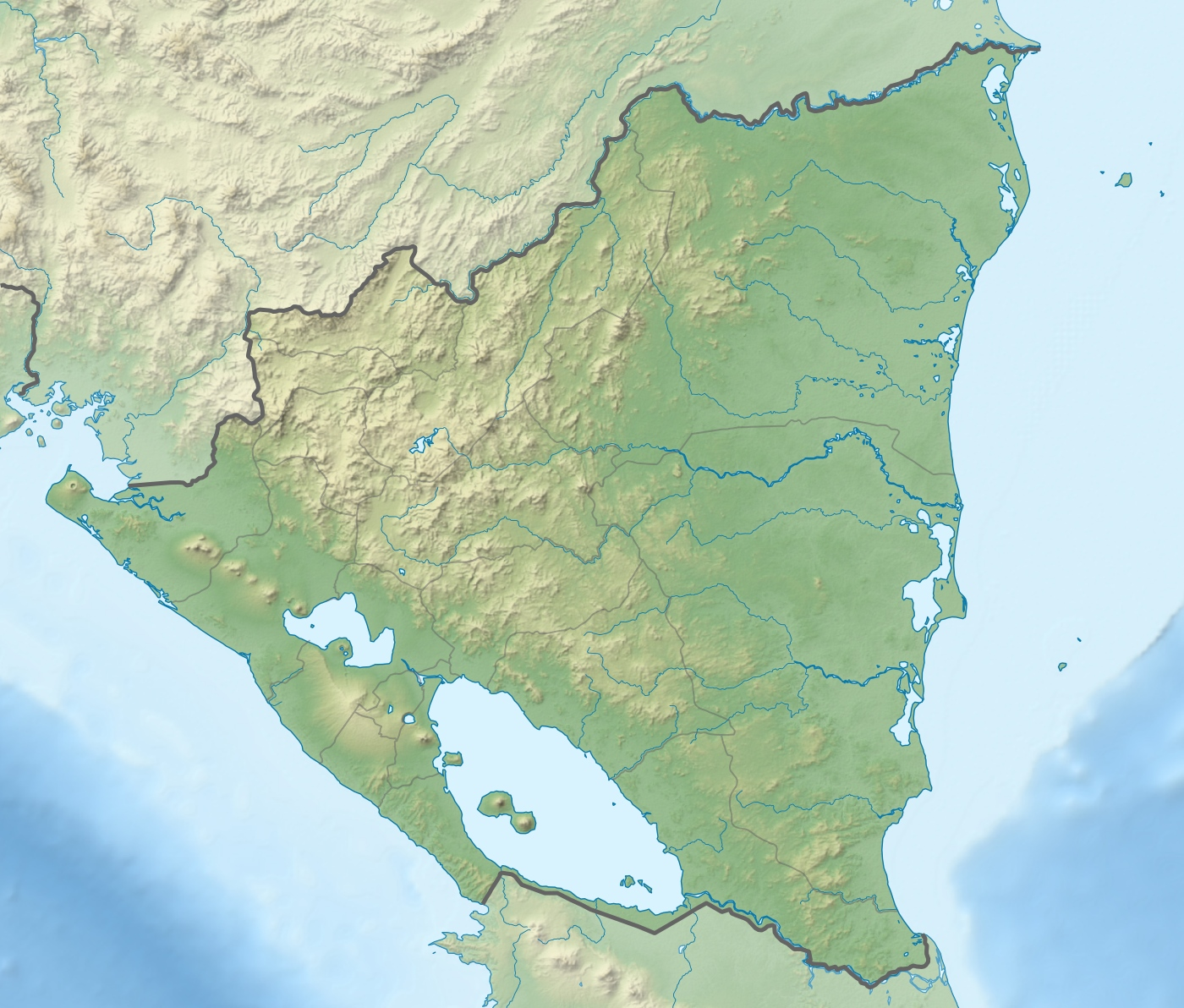
Mapa de Nicaragua.

Se ubica en el propio centro del istmo centroamericano. Limita al norte con Honduras, al sur con Costa Rica, al oeste con el océano Pacífico y al este con el mar de las Antillas o Caribe. Por razones administrativas, Nicaragua se divide en 15 departamentos y dos regiones autónomas. Estos, a la vez, se dividen en municipios, que a la fecha son 153 y los municipios en comarcas.
En Nicaragua se encuentran desde sabanas, hasta montañas vírgenes con especies autóctonas; goza de tener uno de los lagos más grandes del mundo el Cocibolca, aún impoluto, con especies nativas como el tiburón de agua dulce; mesetas aún despobladas con clima primaveral todo el año en el centro y pacífico del país, incluyendo zonas frías; playas aún vírgenes e impresionantes, donde actualmente se está asentando una oleada de nuevos inmigrantes provenientes principalmente de Europa y Canadá, aprovechando además los bajos costos de los terrenos; volcanes activos; islas impresionantes y también poco exploradas aún (Ometepe, Zapatera, Isletas de Granada, Islas del Maíz, etc). 
La Zona del Pacífico del país se caracteriza por ser la región volcánica y lacustre del país. El primer volcán es el Cosigüina, ubicado en la península de Cosigüina, en el Golfo de Fonseca. Le sigue la cadena volcánica de los Marrabios o Maribios, que termina con el Momotombito; un islote en el Lago Xolotlán. Le siguen otros volcanes, como el Masaya, Maderas y Concepción; estos dos últimos forman la isla de Ometepe en el Lago Cocibolca. Esta zona goza de la presencia de los dos grandes lagos: Xolotlán y Cocibolca. 
La Zona Central del país por ser montañosa sirve de fuente para otro gran río: el Escondido, que se alimenta de tres afluentes que son los ríos Siquia, Mico y Rama. A lo largo de esta región se desplaza la cordillera de Amerrisque o Chontaleña. El anterior probablemente dio origen al nombre de América, según nuevos estudios hechos por historiadores y expertos. En el norte de esta, presenta regiones secas como Nueva Segovia y montañosas y húmedas como Jinotega y Matagalpa. Estas zonas sirven de fuente a dos grandes ríos: el Coco o Segovia y el Grande de Matagalpa. Nueva Segovia presenta las cordilleras de Dipilto y Jalapa, que sirven de frontera con Honduras, mientras que Jinotega a la cordillera de Isabelia y Dariense. 
La Zona del Caribe del país es una gran planicie cubierta de grandes bosques y enormes ríos corren por sus tierras. Entre los principales ríos de esta región que desembocan en el mar de las Antillas están: el Coco o Segovia, Wawa, Kukalaya, Prinzapolka, Bambana, Grande de Matagalpa, Kurinwás, Escondido y sus afluentes Siquia, Mico y Rama, Punta Gorda y San Juan. En la parte norte de esta zona se encuentran parte de la cordillera de Isabelia y Dariense y, hacia el sur, un ramal de la cordillera de Amerrisque o Chontaleña.
Nicaragua es el país menos densamente poblado de América Central, aunque es de los más densamente poblados de América. La composición étnica del país es heterogénea y está compuesta por descendientes de europeos (34% del total) y mestizos, esto últimos son una mezcla de europeos con nativos americanos, los que habitan principalmente en las zonas del Pacífico, Norte, Centro y en algunas zonas del Caribe, ambos corresponden a cerca del 56% de la población. El restante 10% lo componen:
- Descendientes de tribus nativas americanas con cerca del 5% de la población.
- Descendientes africanos (provenientes en su mayoría de Jamaica) con cerca del 1% de la población y se asientan principalmente en la costa del Caribe.
- Misquitos que habitan principalmente en la Costa Caribe Norte: sobre las riberas de los principales ríos como el río Coco o Segovia, Wawa, Prinzapolka, Bambana y el río Grande de Matagalpa
- Sumos o mayangnas que habitan en el Atlántico Norte en la zona de las minas y la Reserva de Bosawás, en Jinotega.
- Negros o creoles y ramas los cuales habitan en el Atlántico del Sur, en la zona de la ciudad de Bluefields.
- Descendientes de inmigrantes asiáticos (chinos principalmente), judíos, sirios y otras nacionalidades semitas.

La zona más poblada es del Pacífico, donde se ubican las ciudades más importantes como Managua, con más de un millón habitantes, León con más de 214 mil habitantes, Masaya con más de 194 mil habitantes, Chinandega con más de 137 mil habitantes, y Granada con más de 135 mil habitantes. En el Pacífico se encuentran las principales universidades, centros de producción, puertos y aeropuertos. La zona Norte tiene algunas ciudades más importantes como Matagalpa con más de 171 mil habitantes, Jinotega con más de 153 mil habitantes, y Estelí con más de 131 mil habitantes. 
La lengua oficial de Nicaragua es el idioma español, en su variedad centroamericana. Al igual que en Argentina, Uruguay, Paraguay, partes de Colombia, Venezuela y prácticamente toda Centroamérica predomina el voseo. El uso de idiomas indígenas es limitado.
En la costa Atlántica se habla inglés criollo, combinado con lenguas nativas como el misquito, debido a que esta zona del país fue colonizada por Inglaterra.
La mayor parte de la población nicaragüense profesa la religión católica, con minorías de otros grupos cristianos evangélicos.

### Costa Rica

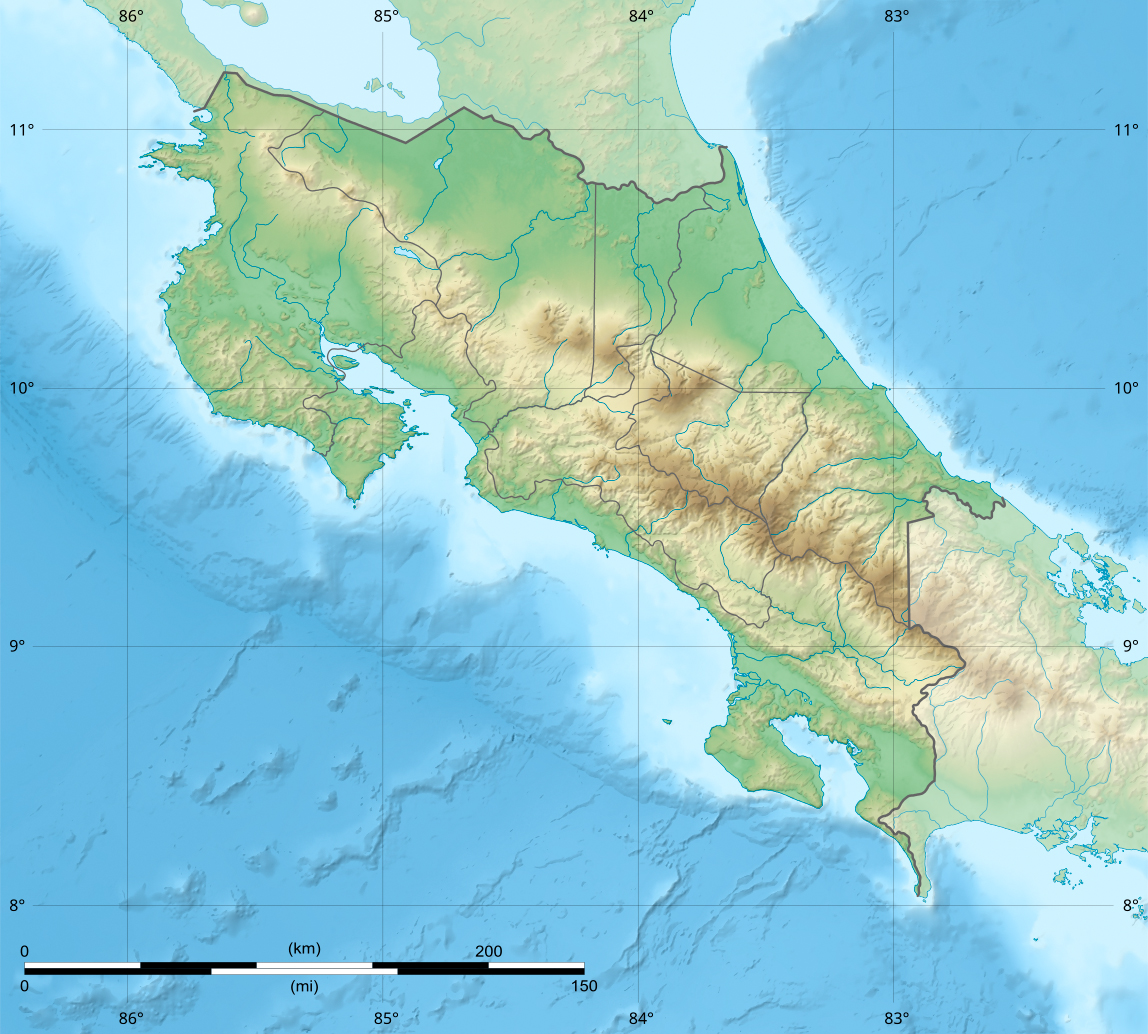
Mapa de Costa Rica.

Costa Rica limita al norte con Nicaragua, al sureste con Panamá, al este con el mar Caribe y al oeste y suroeste con el océano Pacífico. La Isla del Coco, en el océano Pacífico, pertenece a Costa Rica.
De acuerdo con los datos oficiales del Instituto Geográfico Nacional, la superficie total del país es de 594.974,85 kilómetros cuadrados, los cuales el 91.4% corresponde a superficie marina y 8.6 % a superficie terrestre. Los límites terrestres de Costa Rica están definidos con Nicaragua por el tratado Cañas-Jerez de 1858 y el Laudo Cleveland de 1888, y con Panamá por el tratado Echandi-Fernández de 1941. Los límites marítimos con Colombia se definen en el tratado Facio-Fernández de 1977 y el tratado Gutiérrez-Lloreda de 1984, con el Ecuador en el tratado Gutiérrez-Terán de 1985 y con Panamá en el tratado Calderón-Ozores de 1980.
El territorio está atravesado por una serie de cordilleras volcánicas tales como la cordillera Volcánica de Guanacaste, la cordillera Volcánica Central y la cordillera de Talamanca. La formación montañosa de más altura corresponde al cerro Chirripó, con 3820 m de altitud. Los volcanes más importantes del país son el Volcán Irazú (3432 m), el Volcán Poás (2704), el Volcán Miravalles (2028 m) y el más famoso de todos por sus constantes erupciones es el Volcán Arenal con 1.633 m. Entre la cordillera Volcánica Central y la cordillera de Talamanca aparece una depresión tectónica, la Meseta Central o Valle Central altiplano con una altitud media de 1000 m. En las zonas Norte y Caribe se extiende una llanura relativamente vasta, formada de terreno del Neozoico.
La posición geográfica que tiene (entre los 8° y 11° de latitud norte), le da al país un clima cálido y húmedo. Las lluvias son abundantes, gracias a los vientos alisios del NE, prácticamente durante todo el año en la Vertiente Atlántica (4.000 mm. anual), menos frecuente en la Vertiente Pacífica, donde se nota más definidamente las estaciones seca (noviembre a abril) y lluviosa (mayo a octubre).
La mayoría de la población reside en el Valle Central, la cual está conformada por descendientes europeos e indígenas. Estos últimos fueron asimilados culturalmente, lingüísticamente e ideológicamente a las poblaciones colonizadoras; esto explica la desaparición casi total de la influencia indígena en San José (y también, por cierto, en la mayor parte del país). Además, es fácil encontrar habitantes originarios de muchas otras latitudes, especialmente de China. Existe población de inmigrantes económicos y refugiados políticos principalmente colombianos y nicaragüenses; también hay grupos importantes de argentinos y chilenos. Desde hace varios años hay un movimiento migratorio remarcable de europeos y asiáticos (por ejemplo, españoles, coreanos, holandeses, estadounidenses, japoneses, rusos, suizos, suecos), que se afincan en el país atraídos por la estabilidad política, un modo de vida alternativo y un clima benigno. Desde su fundación, Costa Rica ha recibido un flujo regular de inmigrantes españoles y, desde el inicio de la construcción del ferrocarril en 1871, de italianos. Si bien es cierto que muchos de ellos se dispersan por todo el país, los que deciden permanecer en la Ciudad Capital y sus alrededores contribuyen en mucho a la variedad de la vida cotidiana capitalina (especialmente con restaurantes y tiendas de especialidades de otras latitudes).
Guanacaste, provincia al noroeste del país, sobre el océano Pacífico, limítrofe con Nicaragua, se caracteriza por presentar varias singularidades con respecto al resto del país, como, por ejemplo, las danzas típicas, las costumbres culinarias y su variedad del idioma español (según consideraciones fonológicas y léxicas, el habla guanacasteca es estudiada en lingüística como un dialecto aparte del español en Costa Rica). Los rasgos socioculturales distintivos de esta provincia son denotados por el vocablo teco (por oposición a tico), el cual hace las veces de gentilicio y adjetivo calificativo pasible de sustantivación (así un tequismo es un término propio del dialecto guanacasteco). La cultura popular afirma que las particularidades físicas de los tecos son el resultado de una mezcla de españoles e indígenas chorotegas, sin embargo esto no explica muchas de las características presentes en gran parte de la población. 
En la costa del Caribe, el poblamiento se desarrolló principalmente en torno de la Ciudad de Limón y consistía de grupos de jamaiquinos contratados para trabajar en la construcción del ferrocarril que comunica San José con Puerto Limón. Al sur de la provincia de Limón se encuentran varias poblaciones indígenas importantes, especialmente bribris. Los esclavos importados durante el período colonial (bantúes esclavizados procedentes de Angola y del Congo Belga) fueron dispersados hacia las principales zonas productivas de la época, dentro de las que se cita Cartago, como punto de destino importante.
Según el Instituto Nacional de Estadística y Censo, del total de la población (3 810 179 habitantes), 63 876 se consideran indígenas; 72 784, afrocostarricenses; 7 873, chinos; 3 568 471 pertenecen a otra etnia y de 97 175 declararon ignorarlo; por otra parte, en los territorios indígenas viven 33 128 personas.

### Panamá

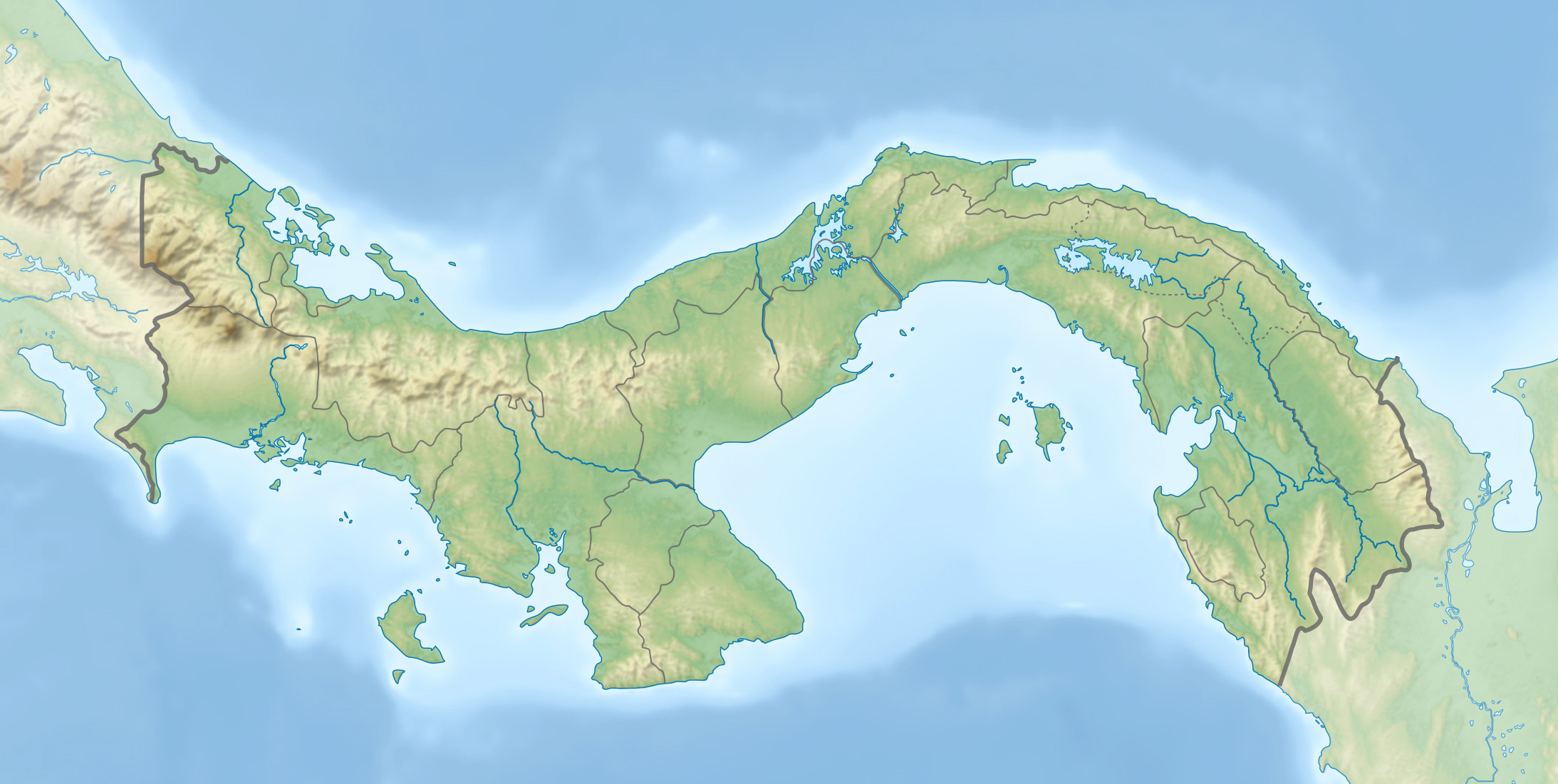
Mapa de Panamá.

La República de Panamá es una franja ístmica con una superficie total de 75.517 km², superficie de aguas territoriales: 2.210 km². Total: 78.200 km²

El territorio se compone principalmente de llanuras, colinas y tierras bajas, sin embargo, el país posee montañas de altura considerable  por la continuación de la Cordillera de Talamanca.  Las máximas alturas son el volcán Barú con 3.475 m, el cerro Fábrega con 3.375 m, el Itamut con 3.280 m y el Echandi con 3.163 m.
Sus islas principales son Coiba con 493 km², Del Rey con 234 km² y Cebaco con 80 km².
Los lagos más grandes son Gatun con 423,15 km², el Bayano con 185.43, y el Alajuela con 57 km².
Sus ríos más importantes son el Chucunaque con 231 km, Tuira con 230 km, Bayano con 206 km, Santa María con 173 km y su río más importante por su impacto en la economía es el Chagres de 125 km, vital para el funcionamiento del Canal de Panamá.
Es el país más lluvioso de América Central.
Cuenta con una población estimada de 3.300.440 habitantes (2005), de la cual, la mayoría es de origen mestizo criollo (descendientes de indígena y español), aunque existe una gran diversidad étnica. El crecimiento anual durante el período 1995-2000 fue del 1,6%. Con este ritmo, se calcula que el número de habitantes se duplicará en el año 2045.
La densidad de la población notablemente en la región costera del golfo de Panamá, en la península de Azuero y, sobre todo, en el área metropolitana de la ciudad de Panamá y Colón. Sin embargo, el porcentaje de población urbana no es especialmente elevado, ya que representa el 56% del total de habitantes del país.
La tasa de fecundidad es de las más bajas de Centroamérica, con una media de 
6 hijos por mujer. La mortalidad infantil es moderada para la región: 2 de cada mil niños mueren antes de cumplir un año, cifra que asemeja a las de Chile y Cuba: 6 de cada mil.